# Ariosoma marginatum
Ariosoma marginatum és una espècie de peix pertanyent a la família dels còngrids.

## Descripció
- Pot arribar a fer 38 cm de llargària màxima.[6][7]

## Hàbitat
És un peix marí, demersal i de clima tropical que viu entre 2 i 490 m de fondària.

## Distribució geogràfica
Es troba al Pacífic oriental central: les illes Hawaii.

## Costums
És bentònic.

## Observacions
És inofensiu per als humans.